# Oleg Sentsov
Oleg Sentsov (Oekraïens: Олег Геннадійович Сенцов / Oleh Hennadjovytsj Sentsov, Russisch: Олег Геннадьевич Сенцов / Oleg Gennadjevitsj Sentsov; Simferopol, 13 juli 1976) is een Oekraïense filmmaker, die bekend werd door zijn film Gamer.  Hij werd in mei 2014 gearresteerd door de Russische Federale Veiligheidsdienst omdat hij verdacht werd van het plannen van terroristische aanslagen op de Krim. Sentsov werd in augustus 2015 veroordeeld tot 20 jaar cel, maar kwam in 2019 tijdens een gevangenenruil tussen Rusland en Oekraïne vrij.

## Biografie
Sentsov werd in 1976 geboren in Simferopol, in Oekraïne. Hij was student economie in Kiev. Zijn eerste twee korte films waren Een perfecte dag voor bananenvis (2008) en De hoorn van een stier (2009). Met Gamer, zijn eerste succes, debuteerde hij op het  internationale Film Festival in Rotterdam in 2012. Het succes van zijn film op festivals hebben Sentsov geholpen bij de financiering voor zijn film Rhino. De productie van deze film werd uitgesteld vanwege het feit dat Sentsov samenwerkte met de Euromaidan-protestbeweging. 
Na het uitbreken van de Euromaidan-protesten in 2013 werd Sentsov een AutoMaidan-activist en tijdens de Krimcrisis in 2014 hielp hij met het brengen van voedsel en andere benodigdheden naar Oekraïense soldaten die vast zaten in hun legerbases op de Krim. Sentsov verklaarde de Russische annexatie van de Krim niet te erkennen.
Op 10 mei 2014 werd Sentsov door de Russische veiligheidsdienst in Simferopol aangehouden op beschuldiging van terrorisme (samen met enkele medeplichtigen zou hij een terroristische groepering vormen die zelfgemaakte explosieven zou hebben vervaardigd en tevens brandstichting zou hebben beraamd). Sentsov en de andere beschuldigden bleven hun onschuld staande houden en spraken van een politiek geïnspireerd schijnproces. Op 25 augustus 2015 werd Sentsov te Rostov aan de Don in Rusland veroordeeld tot 20 jaar gevangenisstraf met een streng regime. De uitspraak werd overwegend afkeurend onthaald door de internationale gemeenschap. Vanaf 13 november 2017 verbleef Sentsov in de strafkolonie nr. 8 te Labytnangi (in Jamalië, gelegen binnen de noordpoolcirkel).
In 2017 verscheen de documentaire The Trial: The State of Russia vs Oleg Sentsov van Askold Kurov over het showproces.
Op 14 mei 2018 ging hij in hongerstaking met de eis tot vrijlating van de tientallen Oekraïense politieke gevangenen in Rusland.
Op 25 oktober 2018 kende het Europees Parlement Sentsov de Sacharovprijs voor de vrijheid van denken 2018 toe. 
Op 7 september 2019 werd Sentsov vrijgelaten tijdens een gevangenenruil tussen Rusland en Oekraïne. In 2022 besloot hij te gaan vechten voor de Oekraïense strijdkrachten tijdens de Russische invasie van Oekraïne.
- Bibliothèque nationale de France: cb171514491 (data)
- Gemeinsame Normdatei: 1122128495
- International Standard Name Identifier: 0000 0004 5818 0681
- Library of Congress Control Number: nb2016004983
- Nationale Bibliotheek van Letland: 000274026
- Nationale Bibliotheek van Tsjechië: js2018980126
- Nationale Bibliotheek van Israël: 987011427250105171
- Nederlandse Thesaurus van Auteursnamen: 436807335
- Système universitaire de documentation: 21942442X
- Virtual International Authority File: 19148752069041201095
- WorldCat: E39PBJx4qQmGfWBd9Gqxh6WYyd